# Danielys García
Danielys del Valle García Buitrago, née le 20 août 1986 à Valera, est un coureur cycliste vénézuélien. Elle a notamment été six fois championne du Venezuela du contre-la-montre. Elle a représenté le Venezuela lors de la course en ligne des Jeux olympiques de 2008 et de 2012.

## Palmarès sur route
- 2004
  -  Médaillée de bronze de la course en ligne aux championnats panaméricains
- 2006
  - Championne du Venezuela du contre-la-montre
  -  Médaillée de bronze de la course en ligne des Jeux d'Amérique centrale et des Caraïbes
- 2007
  -  Médaillé de bronze de la course en ligne des Jeux panaméricains
- 2008
  - Championne du Venezuela du contre-la-montre
  - Championne du Venezuela sur route
  - 2e de la Copa Federacion Venezolana de Ciclismo
- 2009
  - Championne du Venezuela du contre-la-montre
- 2010
  -  Médaillée d'or du contre-la-montre des Jeux d'Amérique centrale et des Caraïbes
  - Championne du Venezuela du contre-la-montre
  - Championne du Venezuela sur route
- 2011
  - Championne du Venezuela du contre-la-montre
  - 2e de la Clásico Aniversario Federacion Ciclista de Venezuela
  - 2e de la Clasico Corre Por La Vida
- 2012
  - Championne du Venezuela du contre-la-montre
  - 3e de la Clasicó Fundadeporte
- 2013
  - Championne du Venezuela du contre-la-montre
  - Championne du Venezuela sur route
- 2014
  - Championne du Venezuela du contre-la-montre
  - Championne du Venezuela sur route
- 2016
  - Championne du Venezuela du contre-la-montre
- 2018
  - Championne du Venezuela du contre-la-montre
  -  Médaillée de bronze de la course en ligne aux Jeux sud-américains

## Palmarès sur piste

### Championnats du monde
- Apeldoorn 2011
  - 12e de la course aux points[1].

### Championnats panaméricains
- 2007
  -  Médaillée d'argent de la poursuite individuelle
- 2010
  -  Médaillée de bronze de la course aux points
- 2011
  -  Médaillée d'argent de la poursuite par équipes
- 2012
  -  Médaillée d'argent de la course aux points
  -  Médaillée d'argent de la poursuite par équipes
- Mexico 2013
  -  Médaillée de bronze de la poursuite par équipes
  -  Médaillée de bronze de la course aux points
  - Sixième de la poursuite individuelle[2]
- Aguascalientes 2018
  - Cinquième de la course à l'américaine (avec Lilibeth Chacón)[3]

### Jeux d'Amérique centrale et des Caraïbes
- 2010
  -  Médaillée d'or de la poursuite individuelle
  -  Médaillée d'or de la course aux points

### Jeux sud-américains
- Mar del Plata 2006
  -  Médaillée d'argent de la poursuite individuelle[4]
  -  Médaillée de bronze de la course aux points[4]
  - Quatrième de la course scratch[4]
- Cochabamba 2018
  -  Médaillée d'argent de la course à l'américaine
  -  Médaillée de bronze  de la poursuite par équipes

### Jeux bolivariens
- Santa Marta 2017
  -  Médaillée d'argent de la poursuite par équipes

### Championnats du Venezuela
- Carabobo 2016
  -  Médaillée d'or de la course scratch[5].
  -  Médaillée d'argent de la course aux points[6].